# Reine du Corta
Reine du Corta est une jument trotteur français spécialiste des courses de trot monté, née le 20 avril 1983 et morte en 2008.

## Carrière de courses
Reine du Corta est née dans le Cher le 20 avril 1983 chez Abel Morand, comme tous les « du Corta ». La pouliche est acquise dès sa première année par Alain Roussel et se qualifie le 27 juin 1985 à Grosbois. C'est à Caen, le 31 août suivant qu'elle commence sa carrière de courses, à l'attelé. Le départ a lieu derrière l'autostart, la pouliche prend peur et part au galop et, selon son propriétaire, en restera marquée. Elle poursuit d'ailleurs sa carrière à l'attelé sans résultats remarquables avant ses débuts au monté en janvier 1986.

### Palmarès

#### Classiques (GroupesI)
- Prix de Normandie 1988
- Prix des Élites 1988
- Prix des Centaures 1989
- Prix de Cornulier 1990

#### Semi-classiques (GroupesII)
- Prix Joseph-Lafosse 1987, 1988
- Prix de Pardieu 1987
- Prix Philippe du Rozier 1987
- Prix Olry-Roederer 1987
- Prix Victor Cavey 1988
- Prix Émile Riotteau 1988
- Prix Edmond Henry 1988
- Prix Jean Gauvreau 1988
- Prix Camille Blaisot 1988
- Prix Paul Bastard 1988
- Prix de l'Île-de-France 1989, 1990, 1991
- Prix Camille Lepecq 1989
- Prix Jules Lemonnier 1989
- Prix Louis Forcinal 1989
- Prix Théophile Lallouet 1990
- Prix du Calvados 1990, 1991
- Prix Reynolds 1990

## Origines
Le père de Reine du Corta, Ura, eut une carrière très honorable, gagnant une dizaine de semi-classiques et terminant deuxième de Tidalium Pelo dans le Prix des Centaures. Au haras, il avait déjà fourni une série de très bons chevaux dont notamment Lurabo. Sa mère, Légende du Corta, fut accidentée jeune et ne vit jamais un hippodrome, ce qui ne fut pas le cas de la plupart de ses produits, dont trois dépassèrent l'équivalent de 200 000 € de gains : Reine du Corta, Sérénade du Corta et Baladin du Corta. 
| Origines de Reine du Corta, femelle, alezane. | Origines de Reine du Corta, femelle, alezane. | Origines de Reine du Corta, femelle, alezane. | Origines de Reine du Corta, femelle, alezane. |
| --------------------------------------------- | --------------------------------------------- | --------------------------------------------- | --------------------------------------------- |
| Père Ura                                      | Carioca II                                    | Mousko Williams                               | Sam Williams                                  |
| Père Ura                                      | Carioca II                                    | Mousko Williams                               | Carlotta                                      |
| Père Ura                                      | Carioca II                                    | Quovaria                                      | Javari                                        |
| Père Ura                                      | Carioca II                                    | Quovaria                                      | Champagne III                                 |
| Père Ura                                      | Gélinotte                                     | Kairos                                        | The Great Mc Kinney (US)                      |
| Père Ura                                      | Gélinotte                                     | Kairos                                        | Uranie                                        |
| Père Ura                                      | Gélinotte                                     | Rhyticere                                     | Fidelius                                      |
| Père Ura                                      | Gélinotte                                     | Rhyticere                                     | Fragilité                                     |
| Mère Légende du Corta                         | Quioco                                        | Vermont                                       | Javari                                        |
| Mère Légende du Corta                         | Quioco                                        | Vermont                                       | Action                                        |
| Mère Légende du Corta                         | Quioco                                        | Béatrix II                                    | Lord Williams                                 |
| Mère Légende du Corta                         | Quioco                                        | Béatrix II                                    | Psappha                                       |
| Mère Légende du Corta                         | Roxane H II                                   | Kerjacques                                    | Quinio                                        |
| Mère Légende du Corta                         | Roxane H II                                   | Kerjacques                                    | Arlette III                                   |
| Mère Légende du Corta                         | Roxane H II                                   | Folle de Chaillot                             | Petit Jean III                                |
| Mère Légende du Corta                         | Roxane H II                                   | Folle de Chaillot                             | Uranie VII                                    |